# ACM Software System Award

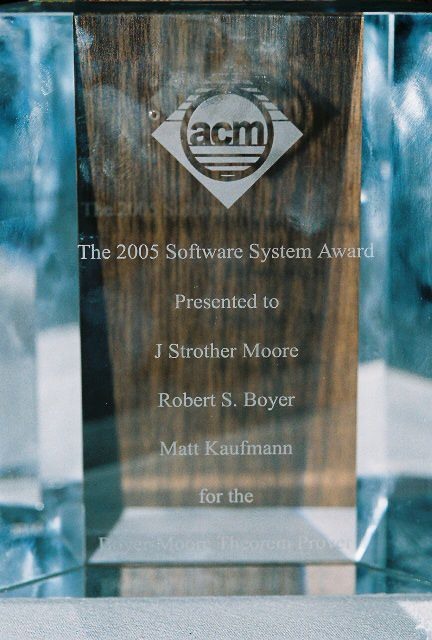
ACM Software System Award 2005

Der ACM Software System Award ist eine jährliche Auszeichnung, die an Personen oder Organisationen verliehen wird, die sich auf dem Gebiet der Software-System-Entwicklung besonders verdient gemacht haben.
Er wird seit 1983 von der Association for Computing Machinery (ACM) vergeben und ist – Stand 2016 – mit 35.000 US-Dollar dotiert.

## Preisträger
| Jahr | Grund der Auszeichnung                                | Personen |
| ---- | ----------------------------------------------------- | --- |
| 1983 | Unix                                                  | Dennis Ritchie, Ken Thompson |
| 1984 | Xerox Alto                                            | Butler W. Lampson, Robert W. Taylor, Charles P. Thacker |
| 1985 | Visicalc                                              | Dan Bricklin, Bob Frankston |
| 1986 | TeX                                                   | Donald E. Knuth |
| 1987 | Smalltalk                                             | Adele Goldberg, Daniel Henry Holmes Ingalls, Jr., Alan C. Kay |
| 1988 | Ingres                                                | Gerald Held, Michael Stonebraker, Eugene Wong |
| 1988 | System R                                              | Donald D. Chamberlin, Jim Gray, Raymond Lorie, Gianfranco Putzolu, Patricia Selinger, Irving Traiger |
| 1989 | PostScript                                            | Douglas K. Brotz, Charles M. Geschke, William H. Paxton, Edward A. Taft, John E. Warnock |
| 1990 | On-Line System (NLS)                                  | Douglas C. Engelbart, William English, Jeff Rulifson |
| 1991 | TCP/IP                                                | Vinton G. Cerf, Robert E. Kahn |
| 1992 | Interlisp                                             | Daniel Bobrow, Richard R. Burton, L. Peter Deutsch, Ronald Kaplan, Larry Masinter, Warren Teitelman |
| 1993 | Sketchpad                                             | Ivan Sutherland |
| 1994 | Remote Procedure Call                                 | Andrew Birrell, Bruce Nelson |
| 1995 | World Wide Web                                        | Tim Berners-Lee, Robert Cailliau |
| 1996 | NCSA Mosaic                                           | Marc Andreessen, Eric Bina |
| 1997 | Tcl/Tk                                                | John Ousterhout |
| 1998 | S                                                     | John M. Chambers |
| 1999 | The Apache Group                                      | Brian Behlendorf, Roy Fielding, Rob Hartill, David Robinson, Cliff Skolnick, Randy Terbush, Robert S. Thau, Andrew Wilson |
| 2001 | SPIN model checker                                    | Gerard Holzmann |
| 2002 | Java                                                  | James Gosling |
| 2003 | Make                                                  | Stuart Feldman |
| 2004 | Secure Network Programming                            | Raghuram Bindignavle, Simon S. Lam, Shaowen Su, Thomas Y. C. Woo |
| 2005 | The Boyer-Moore Theorem Prover (Nqthm)                | Robert S. Boyer, Matt Kaufmann, J. Strother Moore |
| 2006 | Eiffel                                                | Bertrand Meyer |
| 2007 | Statemate                                             | David Harel, Hagi Lachover, Amnon Naamad, Amir Pnueli, Michal Politi, Rivi Sherman, Mark Trakhtenbrot, Aron Trauring |
| 2008 | Gamma Parallel Database System                        | David DeWitt, Robert Gerber, Murali Krishna, Donovan Schneider, Shahram Ghandeharizadeh, Goetz Graefe, Michael Heytens, Hui-I Hsiao, Jeffrey Naughton, Anoop Sharma                                                                              |
| 2009 | VMware Workstation for Linux 1.0                      | Edouard Bugnion, Scott Devine, Mendel Rosenblum, Jeremy Sugerman, Edward Y. Wang |
| 2010 | GroupLens Collaborative Filtering Recommender Systems | Peter Bergstrom, Lee R. Gordon, Jonathan L. Herlocker, Neophytos Iacovou, Joseph A. Konstan, Shyong K. Lam, David Maltz, Sean McNee, Bradley Miller, Paul J. Resnick, John T Riedl, Mitesh Suchak                                                |
| 2011 | Eclipse (IDE)                                         | John Wiegand, Dave Thomson, Gregory Adams, Philippe Mulet, Julian Jones, John Duimovich, Kevin Haaland, Stephen Northover, Erich Gamma |
| 2012 | LLVM                                                  | Vikram S. Adve, Evan Cheng, Chris Lattner |
| 2013 | Coq                                                   | Thierry Coquand, Gérard Huet, Christine Paulin-Mohring, Bruno Barras, Jean-Christophe Filliâtre, Hugo Herbelin, Chet Murthy, Yves Bertot, Pierre Castéran                                                                                        |
| 2014 | Mach (Kernel)                                         | Rick Rashid, Avie Tevanian |
| 2015 | GNU Compiler Collection                               | Richard Stallman |
| 2016 | Andrew File System                                    | Mahadev Satyanarayanan, Michael L. Kazar, Robert N. Sidebotham, David A. Nichols, Michael J. West, John H. Howard, Alfred Z. Spector, Sherri M. Nichols                                                                                          |
| 2017 | Jupyter                                               | Fernando Pérez, Brian E. Granger, Min Ragan-Kelley, Paul Ivanov, Thomas Kluyver, Jason Grout, Matthias Bussonnier, Damián Avila, Steven Silvester, Jonathan Frederic, Kyle Kelley, Jessica Hamrick, Carol Willing, Sylvain Corlay, Peter Parente |
| 2018 | Wireshark                                             | Gerald C. Combs |
| 2019 | Domain Name System                                    | Paul Mockapetris |
| 2020 | NoSQL, Dual Licence                                   | Margo Seltzer, Mike Olson, Keith Bostic |
| 2021 | CompCert                                              | Xavier Leroy, Sandrine Blazy, Zaynah Dargaye, Jacques-Henri Jourdan, Michael Schmidt, Bernhard Schommer, Jean-Baptiste Tristan |
| 2022 | seL4                                                  | Gernot Heiser, Gerwin Klein, Harvey Tuch, Kevin Elphinstone, June Andronick, David Cock, Philip Derrin, Dhammika Elkaduwe, Kai Engelhardt, Toby Murray, Rafal Kolanski, Michael Norrish, Thomas Sewell, Simon Winwood                            |
| 2023 | MINIX                                                 | Andrew S. Tanenbaum |
| 2024 | MPICH                                                 | William Gropp, Pavan Balaji, Rajeev Thakur, Yanfei Guo, Kenneth Raffenetti, Hui Zhou |